# Janine Habeck
Janine Habeck (Berlino, 3 giugno 1983) è una modella tedesca.
Janine è stata Playmate del mese (PMOM) nel febbraio 2004 e Playmate dell'anno per il 2005 nell'edizione tedesca della rivista Playboy. In seguito è stata nominata Playmate per il mese di settembre 2006 nell'edizione americana della stessa rivista.
Nel novembre 2005 Janine Habeck è stata insignita del titolo di Miss Centerfold dai lettori dell'edizione tedesca di Playboy, per celebrare il numero 400 della rivista.
Nel suo profilo sulla rivista si legge che sua madre è italiana.
- Janine Habeck Photo Gallery, su wildowl.org.ua (archiviato dall'url originale il 29 settembre 2007).